# Сидорово-Кадамовский
Сидорово-Кадамовский — упразднённый хутор в городском коруге город Шахты Ростовской области. Бывший административный центр Сидорово-Кадамовского сельсовета. В 2004 году включен в черту города Шахты.

## История
Как хутор был основан 18 сентября 1802 года на левобережье реки Кадамовка полковником Сидоровым, и первоначально назывался хутором Сидоровым. Входил в Федоровскую волость Черкасского округа Земли Войска донского, позже — в 1-й Донской округ Области Войска Донского. В книге о заселении казачьих земель среди первых поселенцев хутора упоминается староста Степан Варварин. Его потомки живут в посёлке и в настоящее время, где также проживают потомки других первых поселенцев — Галяповых, Белоконевых, Саломатиных, Титовых, Сальниковых.
На 1822 год здесь числилось 10 крестьянских дворов и ветряная мельница. К 1873 году в хуторе имелось 48 дворов и 342 жителя. По данным Первой Всероссийской переписи населения 1897 года число жителей составляло 141 человек, а число дворов — 26.
После Октябрьской революции, к 1925 году, хутор стал центром Сидорово-Кадамовского сельсовета в составе Шахтинского района Северо-Кавказского края. В нём проживало 1420 человек, числилось 300 дворов, 2 мельницы, 30 колодцев и З пруда. В ноябре 1938 года хутор был передан в Октябрьский район Ростовской области, стал посёлком. На его территории был создан колхоз «XVII-го партсъезда». С января 1954 по ноябрь 1957 года посёлок находился в составе вновь образованной Каменской области; после её упразднения вновь вернулся в состав Октябрьского района Ростовской области. В октябре 1968 года он был подчинён Артёмовскому районному совету города Шахты. В 2006 году постановлением Законодательного собрания Ростовской области № 445 от 28.06.2004, посёлок был включен в состав Шахт.

## Население
| 1989 | 2002  |
| ---- | ----- |
| 2923 | ↘2850 |

## Достопримечательности
В посёлке находится Братская могила, где похоронены бойцы мотострелкового подразделения, погибшие при освобождении посёлка в 1943 году. На памятнике Великой Отечественной войны высечены имена 82 жителей посёлка, не вернувшихся с неё.

## Известные люди
Здесь родились:
- Бессонов, Геннадий Вениаминович (род. 1954) — советский тяжелоатлет, чемпион Европы и мира, Заслуженный мастер спорта СССР.
- Колесников, Александр Никифорович (1917—2001) — Герой Советского Союза.

В посёлке жил и работал:
- Галенко, Иван Васильевич (1924—1989) — участник Великой Отечественной войны, полный кавалер ордена Славы.